# Bati Youth Football Academy
Die Bati Youth Football Academy, auch bekannt als National Football Academy, ist eine kambodschanische U18-Fußballmannschaft, die vom FFC (Football Federation of Cambodia) betrieben wird.
Das Team spielte erstmals in der Saison 2019 in der höchsten Liga des Landes, der Cambodian League, um jungen Spielern die Möglichkeit zu geben, in einer höheren Liga zu spielen sowie sich auf internationale Turniere vorzubereiten.

## Erfolge
- Kambodschanischer Zweitligameister: 2021
- Kambodschanischer Zweitligavizemeister: 2017

## Stadion
Der Club trägt seine Heimspiele im Bati Academy Stadium in der Provinz Takeo aus. Das Stadion hat ein Fassungsvermögen von 1000 Zuschauern.

## Beste Torschützen seit 2020
| Saison | Name       | Tore |
| ------ | ---------- | ---- |
| 2020   | Chou Sinti | 19   |

## Saisonplatzierung
| Saison | Liga                    | Level | Platzierung |
| ------ | ----------------------- | ----- | ----------- |
| 2019   | Cambodian League        | 1     | 14.         |
| 2020   | Cambodian League        | 1     | 13. ▼       |
| 2021   | Cambodian Second League | 2     | 1.          |
| 2022   | Cambodian League 2      | 2     | 8.          |